# Långsjön (Ramsjö socken, Hälsingland)
Långsjön är en sjö i Ljusdals kommun i Hälsingland och ingår i Ljungans huvudavrinningsområde. Sjön har en area på 0,352 kvadratkilometer och ligger 432,2 meter över havet. Sjön avvattnas av vattendraget Långsjöbäcken.

## Delavrinningsområde
Långsjön ingår i det delavrinningsområde (690808-150016) som SMHI kallar för Mynnar i Mellansjön. Medelhöjden är 436 meter över havet och ytan är 22,05 kvadratkilometer. Det finns inga avrinningsområden uppströms utan avrinningsområdet är högsta punkten. Långsjöbäcken som avvattnar avrinningsområdet har biflödesordning 3, vilket innebär att vattnet flödar genom totalt 3 vattendrag innan det når havet efter 162 kilometer. Avrinningsområdet består mestadels av skog (82 procent). Avrinningsområdet har 0,35 kvadratkilometer vattenytor vilket ger det en sjöprocent på 1,6 procent.